# فاتح پرتقال
فاتح پرتقال ( متولد ۲ فوریه ۱۹۶۷ (میلادی)، نازیلی )، روزنامه نگار و مجری در ترکیه است.

## دوران آموزش
او تحصیلات ابتدایی خود را در نازیلی و دبیرستان را در دبیرستان آتاتورک ازمیر به اتمام رساند؛ از دانشگاه استانبول ، دانشکده اقتصاد و علوم اداری فارغ التحصیل شد. در سال ۱۹۹۴، برای ادامه تحصیل و آموزش زبان خارجی به استرالیا رفت. 

## دوران کار
فاتح پرتقال بعد از تحصیلات، برای مدتی مدیر یک رستوران معروف در استرالیا بود. در سال ۱۹۹۷ به ترکیه برگشت و با ارمغان توپر ازدواج کرد. 
بین سال های ۱۹۹۷ تا ۲۰۰۵ به عنوان خبرنگار در Star TV کار کرد. در سال ۲۰۰۵، بر اساس پیشنهاد روزنامه نگار معروف محمدعلی بیراند، به کانال د منتقل شد. در ماه مه سال ۲۰۱۰، براساس پیشنهاد عرفان دغیرمنجی مجری خبری FOX به این کانال منتقل شد. 
فاتح پرتقال بین سالهای ۲۰۱۰ تا ۲۰۱۳ مجری برنامه Çalar Saat بود. در سپتامبر ۲۰۱۳، به خاطر اینکه مجری زن کانال، نازلی تولگا ازدواج کرد و به خارج از کشور رفت، فاتح پرتقال مجری بخش خبر شامگاهی FOX شد.  
فاتح پرتقال در ۴۳مین مراسم جایزه پروانه طلایی جایزه بهترین مرد مجری خبری را دریافت کرد . 

## آثار
- بدون صدا (۲۰۱۲)
- ذهنم را مسخره نکن (۲۰۱۶)